# أدهم القريشي
أدهم القريشي (مواليد 7 مارس 1995) ووهو لاعب كرة قدم أردني يلعب كمدافع في نادي الحسين الرياضي (إربد) ومنتخب الأردن لكرة القدم.

## مسيرته الكروية

### الوحدات
بدا مسيرته في فئات نادي الوحدات, ثم صعد الى الفريق الأول.

### السلط
في 5 نوفمبر 2019, انتقل الى نادي السلط وكان من المساهمين في بطولة كاس الاتحاد الأسيوي, بالإضافة إلى حصوله على المركز الثالث في الدوري الأردني للمحترفين موسم 2021 .

### الحسين
في 6 يناير 2022 انتقل إلى نادي الحسين, كان من بين المساهمين الرئيسيين في فوز الحسين بلقب الدوري الأردني للمحترفين لأول مرة في موسم 2023-24، بالإضافة إلى المشاركة في دوري أبطال آسيا الدرجة الثانية في الموسم التالي.[1][2]. 
في 24 يوليو، جدد القريشي عقده مع الحسين لمدة عامين.
في موسم 25/24 احرز القريشي مع الحسين الدوري الأردني للمحترفين للمره الثانية على التوالي وكاس السوبر الأردني

## مهنة دولية
في 8 مارس 2025، تلقى القريشي استدعاء للانضمام إلى المنتخب الأردني لكرة القدم لمباريات تصفيات كأس العالم 2026 لكرة القدم ضد فلسطين وكوريا الجنوبية.

## روابط خارجية
- أدهم القريشي  على سكروي